# Oaky River Lake
Der Oaky River Lake ist ein Stausee im Nordosten des australischen Bundesstaates New South Wales. Er ist einer von drei künstlichen Seen im Einzugsbereich des Macleay River.
Der See liegt am Oaky River, 40 km östlich von Armidale, östlich der Verbindungsstraße Armidale–Kempsey und südlich der Verbindungsstraße Armidale–Grafton. Nur der Oaky River speist den Stausee.